# الناموس (قانون)
الناموس الشرع الذي شرعه الله تعالى، والناموس الأكبر هو جبرائيل عليه السلام، كذا في التعريفات. ويقال الناموس للقانون الإنساني والهيبة، أيضا، على ما يستفاد من المستدرك. واللفظ يوناني أصل معناه الرعاية.